# George Abel
George Gordon Abel (* 23. Februar 1916 in Melville, Saskatchewan; † 16. April 1996 ebenda) war ein kanadischer Eishockeyspieler. Bei den Olympischen Winterspielen 1952 gewann er als Mitglied der kanadischen Nationalmannschaft die Goldmedaille. Sein jüngerer Bruder Sid Abel war ebenfalls Eishockeyspieler.   

## Karriere
George Abel begann seine Karriere als Eishockeyspieler in den 1930er Jahren bei den Flin Flon Bombers in der Saskatchewan Junior Hockey League. Anschließend nahm er eine Pause vom aktiven Eishockey und führte zusammen mit seinen Brüdern Don und Lawrence ein Transportunternehmen in Saskatchewan. 1946 schloss er sich den Melville Millionaires aus seiner Heimatstadt an, für die er in den folgenden zehn Jahren bis 1956 auflief. 1952 repräsentierte er als Gastspieler Kanada mit den Edmonton Mercurys bei den Olympischen Winterspielen.  

### International
Für Kanada nahm Abel an den Olympischen Winterspielen 1952 in Oslo teil, bei denen er mit seiner Mannschaft die Goldmedaille gewann. In acht Spielen erzielte er sechs Tore und sechs Vorlagen.

## Erfolge und Auszeichnungen
- 1952 Goldmedaille bei den Olympischen Winterspielen